# مسجد الفضيخ
مسجد الفضيخ (بفتح الفاء وكسر المعجمة بعدها مثناة تحتية وخاء معجمة) أو مسجد الشمس ومسجد الفضيخ هو الذي صلى فيه النبي ﷺ أثناء غزوة بني النضير في المدينة المنورة

## موقعه
يقع في الجهة الشرقية من مسجد قباء على بعد نحو كيلو متر واحد، وهو على يمين القادم من مسجد قباء عند تقاطع شارع قربان مع شارع العوالي، ويبعد عن التقاطع نحوًا من ثلاثمائة متر على حافة الطريق الممتدة مع الوادي. وهناك موقعه ضمن الحوش المسوّر.

## أسماؤه
- يُقال له: مسجد الفضيخ لأن أبا أيوب الأنصاري ونفرًا من الصحابة رضي الله عنهم أهرقوا سقاء الفضيخ حين بلغهم خبر تحريم الخمر؛ فالمسجد المتخذ في هذا الموضع عرف بمسجد الفضيح إِشارة إلى هذا الموقف الرائع للسمع والطاعة.
- ويقال له: مسجد الشمس في القرن السابع الهجري، لارتفاع موقعه وظهور الشمس عليه أول شروقها.[1]
- ويقال له: مسجد بني النضير لصلاة النبي ﷺ في موضعه أثناء غزوة بني النضر.
- تنويه مهم:

إِن قصة إِهراق الخمر كان قبل بناء المسجد في هذا الموضع ويدل على ذلك ما روي عن جابر بن عبد الله رضي الله عنهما أن النبي ﷺ لما حاصر بني النضير ضرب قبته في موضع مسجد الفضيخ وأقام بها ستاً، وقال: جاء تحريم الخمر وأبو أيوب في نفر من أصحاب رسول الله ﷺ في موضعه معهم راوية خمر من فضيخ فأمر أبو أيوب رضي الله عنه بالمزادة ففتحت فسال الفضيخ فيه فسمي مسجد الفضيخ.
روى أحمد في مسنده عن أنس قال: (كنت قائماً على الحي أسقيهم من فضيخ تمر، فجاء رجل وقال: إِن الخمر قد حرمت. قالوا: اكفئها يا أنس فأكفأتها. قلت: ما كان شرابهم؟ قال: البسر والرطب).
وروى ابن شبه عن جابر بن عبد الله رضي الله عنهما قال: (حاصر النبي ﷺ بني النضير فضرب قبته قريباً من مسجد الفضيخ وكان يصلي في موضع الفضيخ ست ليالٍ، فلما حرمت الخمر خرج الخبر إِلى أبي أيوب ونفر من الأنصار وهم يشربون فيه فضيخاً فحلوا وكاء السقاء فهراقوه فبذلك سمي مسجد الفضيخ).
فلا يشكل على أحد إِهراق الخمر في هذا الموضع لأن مسجد الفضيخ بني بعد الغزوة في موضع صلاته ﷺ أثناء غزوة بني النضير، ويستفاد من حديث جابر رضي الله عنه أنه قد بني في هذا الموضع مسجد في حياته رضي الله عنه، ولذا قال جابر: فضرب النبي ﷺ قبته قريباً من مسجد الفضيخ.
وقد صرح الزين المراغي بذلك بعد أن ذكر قصة إِهراق الخمر وقال: وذلك قبل اتخاذ الموضع مسجداً كما دل عليه الحديث.

## مسجد الفضيخ عبر التاريخ
- يستفاد من حديث جابر بن عبد الله - المذكور سابقاً - أن هذا المسجد كان مبنياً في حياته رضي الله عنه في موضع صلاته ﷺ أثناء غزوة بني النضير. وأورده ابن شبه (المتوفى سنة 262هـ) ضمن المساجد التي صلى فيها رسول الله ﷺ وذكر روايات تدل على ذلك.
- وفي القرن الثالث الهجري ذكره صاحب كتاب المناسك ضمن المساجد التي صلى فيها النبي ﷺ .
- وأشار إِليه ابن النجار (المتوفى 643هـ) فقال: مسجد الفضيخ قريب من قبا ويعرف بمسجد الشمس وهو حجارة مبنية على نشز من الأرض.
- قال المطري : (المتوفى 741هـ): أن مسجد الفضيخ بفتح الفاء وكسر المعجمة ويعرف اليوم بمسجد الشمس، وهو شرقي مسجد قباء على شفير الوادي على نشز من الأرض مرضوم بحجارة سود وهو مسجد صغير.
- وتحدث عنه الزين المراغي (المتوفى 816هـ): ولم يضف جديداً إِلى كلام المطري.
- وقال الفيروزآبادي (المتوفى 817هـ): ومن المساجد التي صلى فيها النبي ﷺ مسجد الفضيخ بفتح الفاء وكسر الضاد المعجمة بعدها مثناة، وهذا المسجد يعرف بمسجد الشمس اليوم وهو شرقي مسجد قباء على شفير الوادي على نشز من الأرض مرضوم بحجارة سود وهو مسجد صغير.
- وتحدث عنه الخوارزمي (المتوفى 827هـ) وكرر كلام المطري.
- وقال أبو البقاء محمد المكي (المتوفى 854هـ): ومن المساجد المعروفة بالمدينة مسجد الفضيخ قريب من قبا من شرقيه ويعرف بمسجد الشمس وهو على شفير الوادي، وهو صغير جداً.
- وفي نهاية القرن التاسع الهجري أفاد السمهودي: أن هذا المسجد مربع وذرعه من المشرق إِلى المغرب أحد عشر ذراعاً ومن القبلة إِلى الشام نحوها.

وقال في الخلاصة: مسجد الفضيخ صغير شرقي مسجد قباء على شفير الوادي على نشز من الأرض مرضوم بحجارة سودٍ وهو مربع.
- وقال السخاوي (المتوفى 902هـ) مسجد الفضيخ صغير جداً وهو شرقي مسجد قباء على شفير الوادي ويعرف اليوم بمسجد الشمس.
- وقال عبد الحق المحدث الدهلوي (المتوفى 1052هـ): مسجد الفضيخ معروف بمسجد الشمس وهو صغير مربع غير مسقف قريب من مسجد قبا يقع على نشر من الأرض مبنية بحجارة سود وذرعه 11ذراعاً في 11 ذراعاً.
- وقال محمد كبريت الحسيني (المتوفى 1070هـ) وأما مسجد الشمس ويعرف اليوم بمسجد الفضيخ على نصف ميل من مسجد قبا من الجهة الشرقية، وهو مبني بأحجار على نشز من الأرض.
- وفي القرن الحادي عشر الهجري قال أحمد العباسي: مسجد الفضيخ يعرف بمسجد الشمس اليوم وهو مسجد شرقي قبا على شفير الوادي على نشز من الأرض مرضوم بحجارة سود وهو مسجد صغير.
- وقال محمد الطيب الأنصاري (المتوفى 1363هـ) في تعليقه على كلام العباسي: مسجد الفضيخ معروف حتى اليوم شرقي قبا في طرف بعض مربعات خربة.
- وتحدث عنه أبو سالم العياشي في رحتله سنة 1073هـ/1662م فقال: مسجد الفضيخ مسجد صغير شرقي قبا على شفير الوادي عل نشز من الأرض مرضوم بحجارة سود.
- وقال إِبراهيم رفعت الذي قام بزيارة المدينة المنورة سنة 1318هـ: يقع مسجد الفضيخ شرقي قباء على شفير الوادي في نشز من الأرض وهو صغير.
- وقال إِبراهيم العياشي (المتوفى 1400هـ) وهو يتحدث عن موقع مسجد بني النضير: إِنه يقع في رحبة كبيرة منها، أول امتداد مذينب إِلى مجرى وادي بطحان. وفي غربي هذه الرحبة نخيل لأخينا حلّيت بن عبد الله بن مسلم وفي شرقها النعيري وما إِليه، والمسجد قائم العين بمقدار القامة إِلا أنه لا يصلى فيه وهو على ربوة تتوسط الرحبة وحوله أرض من الجصة الخضراء يقال لها: دم الكفار كما يزعم العامة هناك، ويبعد مكانه عن المسجد النبوي بنحو ثلاثة كيلو مترات مع مجرى وادي بطحان.

==صلاة النبي في مسجد الفضيخ-
وروى ابن شبة وابن زبالة ويحيى في عدة أحاديث أن النبي ﷺ «صلى بمسجد الفضيخ» .
وروى الأولان- واللفظ لابن شبة- عن جابر بن عبد الله رضي الله تعالى عنهما قال:
حاصر النبيّ ﷺ بني النضير، فضرب قبته قريبا من مسجد الفضيخ، وكان يصلّي في موضع مسجد الفضيخ ستّ ليال، فلما حرمت الخمر خرج الخبر إلى أبي أيوب في نفر من الأنصار، وهم يشربون فيه فضيخا، فحلّوا وكاء السّقاء فهراقوه فيه؛ فبذلك سمي مسجد الفضيخ.
قال الزين المراغي: وذلك قبل اتخاذ الموضع مسجدّا، أو كان الإعلام بنجاسة الخمر بعد ذلك لكن المشهور تحريم الخمر في شوال سنة ثلاث، ويقال أربع، وعليه يتمشى؛ لأن غزوة بني النّضير سنة أربع على الأصح.
قلت: الحديث إنما تضمّن صلاة النبي ﷺ بذلك المحل في حصار بني النضير، ولا يلزم من ذلك اتخاذه مسجدّا حينئذ؛ فيجوز أن يكون بناؤه مسجدّا تأخر إلى أن حرّمت الخمر، على أن أحمد روى في مسنده من حديث ابن عمر أن النبي ﷺ يعني أتى بفضيخ في مسجد الفضيخ فشربه، فلذلك سمي مسجد الفضيخ.
ورواه أبو يعلى ولفظه: أتى بجر فضيخ ينشّ»
وهو في مسجد الفضيخ فشربه، فلذلك سمي مسجد الفضيخ، وفيه عبد الله بن نافع مولى ابن عمر، صعفّه الجمهور، وقيل فيه: يكتب حديثه، وهو أولى بالاعتماد في سبب تسمية المسجد المذكور بذلك؛ لأن ابن زبالة ضعيف، وأما ابن شبة فرواه من طريق عبد العزيز بن عمران وهو متروك، ولم أر في كلام أحد من المتقدمين تسمية المسجد المذكور بمسجد الشمس.
وقال المجد: لا أدري لم اشتهر بهذا الاسم، ولعله لكونه على مكان عال في شرقي مسجد قباء أول ما تطلع الشمس عليه، قال: ولا يظن ظانّ أنه المكان الذي أعيدت الشمس فيه بعد الغروب لعلي رضي الله تعالى عنه؛ لأن ذلك إنما كان بالصهّباء من خيبر، قال عياض في الشفاء: كان رأس النبي ﷺ في حجر علي رضي الله تعالى عنه وهو يوحي إليه، فغربت الشمس ولم يكن عليّ صلى العصر، فقال النبي ﷺ : أصلّيت يا علي؟ قال: لا، فقال: اللهم إنه كان في طاعتك وطاعة رسولك، فاردد عليه الشمس، قالت أسماء:
فرأيتها غربت ثم رأيتها طلعت بعدما غربت، ووقعت على الجبال والأرض وذلك بالصهباء في خيبر، قال عياض: خرّجه الطحاوي في مشكل الحديث، وقال: إن
أحمد بن صالح كان يقول: لا ينبغي لمن سبيله العلم التخلف عن حفظ حديث أسماء؛ لأنه من علامات النبوة.
قال المجد: فهذا المكان أولى بتسميته بمسجد الشمس دون ما سواه، وصرح ابن حزم بأن الحديث موضوع، قال: وقصة ردّ الشمس على عليّ رضي الله تعالى عنه باطلة بإجماع العلماء وسفه قائله.
قلت: والحديث رواه الطبراني بأسانيد قال الحافظ نور الدين الهيتمي: رجال أحدها رجال الصحيح، غير إبراهيم بن حسن، وهو ثقة، وفاطمة بنت علي بن أبي طالب لم أعرفها، انتهى.
وأخرجه ابن منده وابن شاهين من حديث أسماء بنت عميس، وابن مردويه من حديث أبي هريرة، وإسنادهما حسن، وممن صححه الطحاوي وغيره، وقال الحافظ ابن حجر في فتح الباري، بعد ذكر رواية البيهقي له: وقد أخطأ ابن الجوزي بإيراده له في الموضوعات، انتهى.
وهذا المسجد مربع ذرعه من المشرق إلى المغرب أحد عشر ذراعا، ومن القبلة إلى الشام نحوها.

## وصلات خارجية
- أيهما مسجد الفضيخ؟.